# Брукс, Герберт
Герберт Робинсон Брукс (англ. Herbert Robinson Brookes, 20 декабря 1867, Бендиго, Виктория, Австралия — 1 декабря 1963, Мельбурн, Виктория, Австралия) — австралийский бизнесмен, скотовод, государственный служащий и филантроп. Он унаследовал от своего отца значительное состояние и был президентом промышленной палаты Виктории. Известен своей благотворительностью, в том числе как главный спонсор Мельбурнского университета, в котором он получил образование. Также занимал различные государственные должности, включая должность генерального комиссара (посла) Австралии в США.

## Ранняя жизнь
Герберт Робинсон Брукс родился 20 декабря 1867 года в городе Бендиго в семье предпринимателя Уильяма Брукса и его супруги Катерины Маргарет. Был старшим ребёнком в семье. Принадлежал к методистской церкви Австралии. Два его младших брата также стали известными в стране людьми — Гарольд пошёл по семейным стопам и стал бизнесменом. Помимо этого он играл в австралийский футбол за профессиональный клуб Сэнт-Килда. Самый младший из братьев Норман стал чемпионом по теннису, пятикратным обладателем кубка Дэвиса. Их сестра Мэй была известной теннисисткой, а также художницей. Ещё один их брат, Перси, умер в детстве в возрасте чуть более одного года от пневмонии.
Отец родился в Англии, приехал в Австралию в возрасте 18 лет и заработал состояние на горнодобывающих предприятиях, скотоводстве и других начинаниях. В 1878 году он переехал с семьей в Фарина Таун, Южная Австралия, где в течение двух лет был наблюдателем при завершении строительства железной дороги. Герберт помогал своему отцу в качестве хронометриста и кладовщика. Когда семья вернулась в Мельбурн в 1881 году, он поступил в Уэсли-колледж. Позже он поступил в Мельбурнский университет, получив степень бакалавра гражданского строительства в 1890 г..

## Бизнес
После выпуска Брукс провел год в Квинсленде, работая на пастбищах своего отца. Затем он вернулся в Викторию, чтобы работать в горнодобывающей промышленности, управляя несколькими небольшими шахтами. В 1905 году Герберт переехал в Мельбурн, чтобы работать в крупной инженерной фирме Austral Otis. Он стал директором компании в 1912 году. Его отец умер в 1910 году, оставив Герберту и его братьям и сестрам поместье стоимостью 172 000 фунтов стерлингов. Герберт стал председателем Австралийской бумажной фабрики (которую его отец основал в 1882 году) в то время пока его братья отсутствовали. Брукс также был президентом Викторианской промышленной палаты с 1913 по 1917 год.
Объектом его бизнес-интересов и споров также были владения концерна William Brookes & Co, крупного животноводческого холдинга в Квинсленде. С владельцем этих земель они постоянно находились в разногласиях. Это продолжалось до тех пор, пока в 1929 году они не пришли к соглашению и земли не были выкуплены.

## Смерть
Герберт Робинсон умер в своём доме в Мельбурне 1 декабря 1963 года, а его супруга 27 декабря 1970 года, оба похоронены на кладбище Сент-Кильда.

## Семья

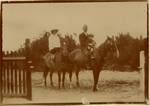
Фотография Герберта Брукса со старшим сыном

Его первой супругой стала дочь Чарльза Стронга, архиепископа церкви Австралии, прихожанином которой он был. Но в 1899 году он овдовел и в 1904 году познакомился с прихожанкой той же церкви Айви Дикин (англ. Ivy Deakin), дочерью второго премьер-министра Австралии Альфреда Дикина. На момент брака (3 июля 1905 года) Альфред уже отбыл один премьерский срок и готовился занять эту позицию во второй раз (он займёт её через два дня после свадьбы, 5 июля) и сын богатого бизнесмена показался ему крайне перспективной парой для дочери. У них было трое детей:
- Сэр Уилфред Дикин Брукс[англ.], бизнесмен и офицер ВВС Австралии во время Второй мировой войны, командор Ордена Британской Империи, Ордена за выдающиеся заслуги и рыцарь-бакалавр[17].
- Джесси Дикин Кларк[англ.], социальный работник, исполнительный директор Викторианского Совета по чрезвычайным ситуациям по делам беженцев[18].
- Альдред Дикин Брукс[англ.], директор австралийской секретной службы[19].